# Tot aurul din lume
Tot aurul din lume sau Pentru tot aurul din lume (titlu original: Tout l'or du monde) este un film franțuzesc din 1961 regizat de René Clair. Rolurile principale au fost interpretate de actorii Bourvil, Philippe Noiret și Claude Rich. A avut premiera la 1 noiembrie 1961. Filmările au avut loc la Castillonnes, Lot-et-Garonne.

## Prezentare
Revoltat de zgomotul și poluarea din marile orașe, Victor Hardy, un om de afaceri, se decide să cumpere mica localitate  Cabosse cu toate pământurile sale, și începe să facă speculă cu apa de izvor pentru presupusele sale efecte benefice asupra longevității. Cu toate acestea, Hardy se ciocnește de bătrânul Mathieu, un  fermier încăpățânat, și de copiii săi, care refuză să-și vândă pământul...

## Distribuție
- Bourvil – Mathieu Dumont, tată a doi copii: Toine și Martial
- Philippe Noiret – Victor Hardy, om de afaceri
- Claude Rich – Fred, secretarul lui Victor
- Alfred Adam – Jules, șoferul lui Victor
- Yves Barsacq – un fotograf cu ochelari
- Robert Burnier – directorul de magazin
- Max Elloy – contabilul
- Edouard Francomme – un consilier municipal
- Jean Marsan – Jack, crainic
- Pascal Mazzotti – Léon Truc, prezentatorul
- Michel Modo –  Tony, logodnicul lui  Stella
- Claude Véga –  scenarist
- Colette Castel –  Stella, vedetă
- Annie Fratellini –  Rose, menajeră
- Nicole Chollet – patron de cafenea
- Françoise Dorléac – o jurnalistă
- Sophie Grimaldi –  actriță
- Albert Michel –  primarul din Cabosse
- Catherine Langeais – crainică
- Georges Toussaint –  subprefectul
- Paul Bisciglia – un fotograf care negociază cu bătrânul Dumont
- René Hell – notar
- Christian Marin – tehnician TV
- Max Montavon – un automobilist cu valiză
- Jacques Ciron –  un automobilist
- Robert Rollis – un automobilist din timpul ambuteiajului
- Bernard Musson – un automobilist la  fereastra sa
- Pierre Mirat – un automobilist în decapotabilă
- Paul Préboist –
- Jean Sylvain – paznic
- Paul Mercey – gardian la închisoare
- Jean-Pierre Zola –
- Louis Viret –
- Emmanuel Pierson –
- Michel Chanier – un figurant
- Alix Bouvier –  un figurant
- Odile Villaret – un figurant